# Schloss Katzdangen

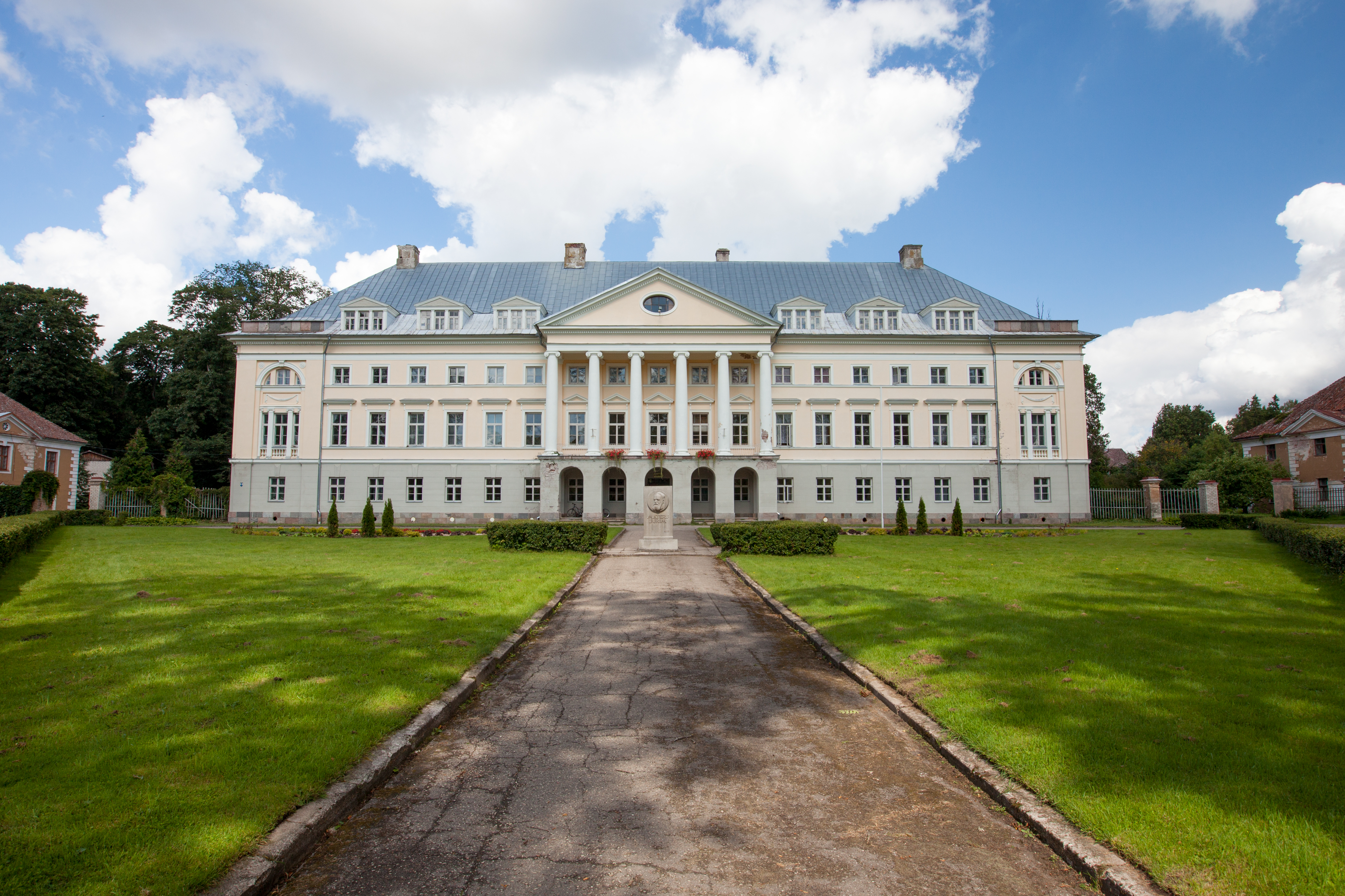
Schloss Katzdangen

Schloss Katzdangen ist das Herrenhaus eines ehemaligen Ritterguts in der Gemeinde Kazdanga (deutsch Katzdangen) im lettischen Bezirk Dienvidkurzeme (Bezirk Südkurland). Es gilt als eines der prunkvollsten Bauwerke im historischen Kurland und steht in Lettlands größter Parkanlage. Auf dem 173 ha großen Areal sind 127 exotische Pflanzen heimisch geworden.

## Architektur
Der Architekt Georg Berlitz entwarf das Herrenhaus im Auftrag von Baron Karl Gustav von Manteuffel-Zoege  im Jahr 1800, der Bau des Schlosses wurde vollendet im Jahr 1804. Die Architektur erinnert an den Stil des italienischen Baumeisters Giacomo Quarenghi (1744–1817). Der Monumentalbau im Palladio-Stil besteht aus Sockelgeschoss (Erdgeschoss), zwei Obergeschossen und Dachgeschoss. Auf der Laubenseite befindet sich ein runder Kuppelsaal. In der Längsachse fügen sich das sogenannte Kavaliershaus und ein Wirtschaftsgebäude in das Ensemble ein.

## Geschichte
Der Legende nach soll der Ortsname Katzdangen mit einem Zicklein (lettisch kaza) in Zusammenhang stehen, das es einst auf dem Gelände der früheren Ordensburg gab.
Über die Ereignisse während der Russischen Revolution von 1905 schreibt der damalige Besitzer: „Das nun völlig schutzlose Schloß wurde gleich darauf wieder von den Aufständischen besetzt und in der Silvesternacht auf 1906 eingeäschert. - Das Schloß brannte noch drei Tage“. Der als fortschrittlich geltende Schlossherr und Gutsbesitzer Baron Carl von Manteuffel-Zoege führte soziale Reformen, Neuansiedlungen und zahlreiche Baumaßnahmen durch.
Die Restaurierung des Schlosses nach den Brandschäden von 1905 erfolgte nach Plänen des deutschen Architekten Paul Schultze-Naumburg. Während des Ersten Weltkriegs wurde das Schloss erneut verwüstet und danach wiederaufgebaut. Seit 1930 beherbergt das Schloss die Berufsschule für Agrarhandel Katzdangen.